# Tom Wolfe
Thomas Kennerly "Tom" Wolfe, född 2 mars 1930 i Richmond, Virginia, död 14 maj 2018 i New York, var en amerikansk journalist och författare. Han skrev bland annat Fåfängans fyrverkeri och En riktig man samt medverkade till att introducera journalistikstilen New Journalism.
Han studerade vid Washington and Lee University. År 1956, då han ännu höll på med sin doktorsavhandling vid Yale University, blev Wolfe reporter vid Springfield Union i Springfield i Massachusetts. Han slutförde sin avhandling 1957 och erbjöds anställning inom den akademiska världen, men valde att arbeta som journalist. Han anställdes istället av Washington Post 1959.
År 1962 lämnade Wolfe Washington för New York och New York Herald Tribune. År 1965 kom hans debutbok The Kandy-Kolored Tangerine-Flake Streamline Baby (ISBN 0-553-38058-3, ej utgiven på svenska).